# Сокровище (фильм, 2009)
«Сокро́вище» (англ. Precious) — фильм-драма 2009 года режиссёра Ли Дэниелса. Основой сюжета является роман «Тужься» 1996 года американской поэтессы Сапфиры, который адаптировал Джеффри Флетчер.

## Сюжет
1987 год, гетто Гарлема, 16-летнюю чернокожую страдающую ожирением школьницу Клариссу Джонс по прозвищу Сокровище исключают из местной школы из-за её второй беременности. Дома над ней постоянно издевается родная безработная мать Мэри, бьёт её, называя ни на что не способным ничтожеством, всячески эксплуатирует и постоянно посылает за денежным пособием. Отец Карл с трёх лет насиловал Сокровище, от него она родила свою больную синдромом Дауна дочь Монго и ждёт ещё одного ребёнка. Ещё у Клариссы есть бабушка, которая боится свою дочь Мэри и всё, что она смогла сделать для своей внучки, так это забрать её больного ребенка к себе и заботиться о нём, принося лишь изредка, во время прихода социального работника с проверкой.
Директор школы советует Сокровищу посещать альтернативную школу, так как у неё неплохо с математикой и она в принципе способная, хоть не умеет читать. Также, возможно, это поможет девушке изменить свою жизнь. В новой школе Сокровище встречает учителя Блю Рейн, которая помогает таким же как она из неблагополучных семей девушкам получить аттестат о среднем образовании. Для получения пособия Сокровищу приходится встречаться и проводить беседы с социальным работником миссис Вайс, которой она вынуждена рассказывать об инцесте, о детях, о деспотичной матери.
Родив сына Абдулла, Сокровище возвращается с ним домой, но у неё происходит драка с матерью, которая обвиняет дочь в том, что из-за неё от Мэри ушёл её сожитель (отец Сокровища). Кларисса дала отпор матери, но ей некуда идти и она приходит с ребёнком в свою новую школу. Мисс Рейн даёт приют девушке с ребёнком в своём доме, а после та живёт в реабилитационном центре, постоянно работая над собой и прилежно учась. Но однажды к ней приходит мать, сообщает о смерти отца и что у него был СПИД. Сдав анализы, Сокровище узнаёт, что тоже инфицирована, но с сыном всё в порядке. Миссис Вайс сообщает Клариссе, что её мать хочет вернуть её с детьми домой. В кабинете у социального работника Мэри рассказывает, как и с чего началось сексуальное насилие над её дочерью и что она хотела помешать этому, но не стала, так как боялась потерять своего мужа. Она просит миссис Вайс вернуть ей её собственность — её дочь. Сокровище говорит, что прошла тест и набрала довольно высокий балл — 7,8 очков и что через год закончит среднюю школу и будет поступать в колледж. Говорит матери, что та её больше никогда не увидит, и уходит.

## В ролях
- Габури 'Гэбби' Сидибе — Кларисса Джонс (Precious)
- Мо'Ник — Мэри Ли Джонстон
- Пола Паттон — мисс Блу Рейн
- Мэрайя Кэри — миссис Вайс
- Ленни Кравиц — медбрат Джон
- Шерри Шеперд — Корнроуз

## Награды и номинации
| Награды и номинации | Награды и номинации                 | Награды и номинации                     | Награды и номинации | Награды и номинации |
| Год                 | Награда                             | Категория                               | Номинант            | Результат           |
| ------------------- | ----------------------------------- | --------------------------------------- | ------------------- | ------------------- |
| 2009                | Национальный совет кинокритиков США | лучший прорыв года среди женщин         | Габури Сидибе       | Победа              |
| 2009                | Кинофестиваль в Сан-Себастьяне      | приз зрителей                           | Ли Дэниелс          | Победа              |
| 2009                | Кинофестиваль в Сан-Себастьяне      | TVE Otra Mirada Award                   | Ли Дэниелс          | Победа              |
| 2009                | Кинофестиваль Сандэнс               | Большой приз жюри                       | Ли Дэниелс          | Победа              |
| 2009                | Кинофестиваль Сандэнс               | Специальный приз жюри                   | Мо’Ник              | Победа              |
| 2009                | Кинофестиваль Сандэнс               | Приз жюри                               | Ли Дэниелс          | Победа              |
| 2009                | Кинофестиваль в Торонто             | Выбор народа                            | Ли Дэниелс          | Победа              |
| 2010                | «Оскар»                             | лучший фильм                            | Ли Дэниелс и др.    | Номинация           |
| 2010                | «Оскар»                             | лучшая режиссёрская работа              | Ли Дэниелс          | Номинация           |
| 2010                | «Оскар»                             | лучшая женская роль                     | Габури Сидибе       | Номинация           |
| 2010                | «Оскар»                             | лучшая женская роль второго плана       | Мо’Ник              | Победа              |
| 2010                | «Оскар»                             | лучший монтаж                           | Джо Клотц           | Номинация           |
| 2010                | «Оскар»                             | лучший адаптированный сценарий          | Джеффри Флетчер     | Победа              |
| 2010                | «BAFTA»                             | лучший фильм                            | Ли Дэниелс и др.    | Номинация           |
| 2010                | «BAFTA»                             | лучшая женская роль                     | Габури Сидибе       | Номинация           |
| 2010                | «BAFTA»                             | лучшая женская роль второго плана       | Мо’Ник              | Победа              |
| 2010                | «BAFTA»                             | лучший адаптированный сценарий          | Джеффри Флетчер     | Номинация           |
| 2010                | «Золотой глобус»                    | лучший фильм — драма                    | Ли Дэниелс и др.    | Номинация           |
| 2010                | «Золотой глобус»                    | лучшая женская роль — драма             | Габури Сидибе       | Номинация           |
| 2010                | «Золотой глобус»                    | лучшая женская роль второго плана       | Мо’Ник              | Победа              |
| 2010                | «Независимый дух»                   | лучший фильм                            | Ли Дэниелс и др.    | Победа              |
| 2010                | «Независимый дух»                   | лучший режиссёр                         | Ли Дэниелс          | Победа              |
| 2010                | «Независимый дух»                   | лучшая женская роль                     | Габури Сидибе       | Победа              |
| 2010                | «Независимый дух»                   | лучший дебютный сценарий                | Джеффри Флетчер     | Победа              |
| 2010                | «Независимый дух»                   | лучшая женская роль второго плана       | Мо’Ник              | Победа              |
| 2010                | Премия Гильдии киноактёров США      | лучшая женская роль                     | Габури Сидибе       | Номинация           |
| 2010                | Премия Гильдии киноактёров США      | лучшая женская роль второго плана       | Мо’Ник              | Победа              |
| 2010                | Премия Гильдии киноактёров США      | лучший актёрский состав                 |                     | Номинация           |
| 2010                | Премия Гильдии режиссёров США       | Лучшая режиссура — Художественный фильм | Ли Дэниелс          | Номинация           |
| 2010                | Премия Гильдии сценаристов США      | лучший адаптированный сценарий          | Джеффри Флетчер     | Номинация           |